# Prorogation (Deutschland)
Als Prorogation wird im Zivilprozessrecht die Vereinbarung der Parteien (also beteiligte Rechtssubjekte) eines Rechtsstreits über den Gerichtsstand bezeichnet.

## Deutschland
Durch eine Gerichtsstandsvereinbarung kann nach §§ 38 ff. ZPO ein gesetzlich zuständiges Gericht erster Instanz abgewählt (Derogation) und zugleich die Zuständigkeit eines anderen Gerichts begründet werden (Prorogation). Eine Prorogation zum Bundesgerichtshof oder einem anderen Gericht höherer Ordnung ist unzulässig.
Die Prorogation ist nur unter den einschränkenden Voraussetzungen des § 38 ZPO z. B. möglich:
- für Kaufleute, juristische Personen des öffentlichen Rechts oder öffentlich-rechtliche Sondervermögen (§ 38 Abs. 1 ZPO),
- wenn eine Vertragspartei keinen allgemeinen Gerichtsstand in Deutschland hat (§ 38 Abs. 2 ZPO),
- für Nichtkaufleute, wenn die Gerichtsstandsvereinbarung nach Entstehung der Streitigkeit oder für einen Fall der Wohnsitzverlagerung in das Ausland der in Anspruch zu nehmenden Partei ausdrücklich und schriftlich getroffen wird (§ 38 Abs. 3 Nr. 1 und Nr. 2 ZPO).

Eine Vereinbarung hat keine Wirkung, wenn sie nicht auf ein bestimmtes Rechtsverhältnis und die sich hieraus entspringenden Rechtsstreitigkeiten bezogen ist (§ 40 Abs. 1 ZPO). Ferner darf gem.  § 40 Abs. 2 Nr. 2 ZPO eine Gerichtsstandsvereinbarung auch nicht erfolgen, wenn ein ausschließlicher Gerichtsstand begründet ist, wie z. B. der dingliche Gerichtsstand (§ 24 ZPO) oder in Zwangsvollstreckungssachen (§ 802 ZPO). Auch Ansprüche nichtvermögensrechtlicher Art, die den Amtsgerichten ohne Rücksicht auf den Wert des Streitgegenstandes zugewiesen sind, unterliegen nicht einer solchen Vereinbarung (§ 40 Abs. 2 Nr. 1 ZPO).
Keine Prorogation ist die Zuständigkeit kraft rügeloser Einlassung durch einseitiges Verhalten des Beklagten (§ 39 ZPO).